# 針尾インターチェンジ
針尾インターチェンジ（はりおインターチェンジ）は、長崎県佐世保市の西彼杵道路（西海パールライン有料道路）のインターチェンジである。西海橋や針尾送信所方面に向かう場合に便利である。このICの前後を挟む形で針尾TBが設置されている。

## 案内板
- 針尾

## 道路
- 西彼杵道路（西海パールライン有料道路）

## 接続する道路
- 国道202号

## 周辺
- 西海橋
- 新西海橋
- 針尾送信所
- 明星ノ鼻

## 隣
西彼杵道路（西海パールライン有料道路）
江上IC - 高畑PA - 針尾IC/TB- 小迎IC